# Guida al campionato
Guida al campionato è stato un programma televisivo italiano di opinione calcistica, in onda dal 27 agosto 1989 al 13 maggio 2012 su Italia 1 e, dal 30 agosto 2008 al 16 maggio 2010, su Rete 4. Il programma veniva veniva registrato negli studi del Centro di Produzione Mediaset di Cologno Monzese.
La trasmissione, in onda originariamente la domenica poco prima del fischio d'inizio del campionato di calcio di Serie A per commentare le ultime notizie sulle principali sfide, ha in seguito raddoppiato il proprio appuntamento settimanale. Alla sua conduzione si sono alternati negli anni Sandro Piccinini, Alberto Brandi e Mino Taveri.

## Edizione della domenica

### 1989-1996: Sandro Piccinini
All'inizio di questo programma, il conduttore scelto fu un giovane Sandro Piccinini, il quale vi rimase per circa sette stagioni, prima di lasciare il posto ad Alberto Brandi. Per questo programma, gli viene affiancato Maurizio Mosca, giornalista di grandissima esperienza. Dalla stagione 1995-1996, viene inserita la presenza femminile e, in quell'anno, la scelta cade su una prorompente e affascinante Angela Cavagna.

### 1996-2006: Alberto Brandi
Dal 1996 fino alla primavera del 2006 il programma è stato condotto da Alberto Brandi, dalle 13:05 fino alle 14:05.
Al fianco del giornalista vi è stato per più edizioni Maurizio Mosca e poi Vujadin Boškov, e vari comici: Gene Gnocchi, Max Pisu, Enzo Savi e Antonio Montieri, Gianpaolo Marchioni, i Turbolenti. Presenze femminili del programma sono state Angela Cavagna, Sylvie Lubamba, Cristina Quaranta e Federica Fontana.
Il programma accostava momenti di comicità e cronaca calcistica.
Memorabili il pendolino di Maurizio Mosca, le imitazioni di Gene Gnocchi, la parodia del Colonnello Mario Giuliacci sulle abitudini in ritiro di Christian Vieri e Luigi Di Biagio, quella di Antonio Cassano, nonché Ale & Gatt di Savi e Montieri nei panni di Del Piero e Gattuso.
Con l'acquisizione da parte di Mediaset dei diritti del calcio sono stati possibili anche i collegamenti con gli stadi anche a pochi minuti dall'inizio delle partite e l'ultimo segmento del programma viene chiamato Le ultime dai campi.

### 2006-2012: Mino Taveri
Dall'autunno del 2006 il programma è condotto da Mino Taveri.
Al suo fianco Maurizio Mosca e Ciccio Graziani e vari comici: i Turbolenti; Enzo Savi e Antonio Montieri (che imitano Massimo Moratti, Luciano Moggi, Alessandro Del Piero, Gennaro Gattuso, Emilio Fede, Josè Mourinho, Aurelio de Laurentiis, Graziano Cesari, Kakà, Aldo Biscardi, Héctor Cùper, Maurizio Mosca, Dino Zoff, Vittorio Sgarbi e Attilio Romero); Pier (nei panni di Giampiero Mughini e ruoli minori); Andrea Perroni (nei panni di Sandro Piccinini, Luciano Spalletti, Giucas Casella, Raffaello Tonon, Franco Califano, Santino Mazzà, Valentino Rossi, Harry Potter); David Pratelli (Marcello Lippi, Fabio Capello, Claudio Ranieri, Zlatan Ibrahimović, Franco Ordine, il ministro Tremonti, Marco Nosotti, l'onorevole Fassino, Urbano Persichetti, Ciccio Graziani); Lallo Circosta (Antonio Cassano, Gian Piero Galeazzi, Ronaldo, Maradona, David Beckham, Ronaldinho, Adriano, Christian Vieri, Rubeus Hagrid) e Gabriele Marconi (Arrigo Sacchi, Totti, Carlo Ancelotti, Pato). Nel 2007 ospite fisso è stato anche Lino Banfi nei panni di Oronzo Canà. Memorabile la scenetta de Chi vuole essere... o il Passapallone con protagonista sempre Cassano. Presenze femminili del programma sono Magda Gomes e Alessia Fabiani, che imita Victoria Beckham, Elisabetta Canalis e Siria Safiria.
Dall'edizione 2009-2010 all'edizione 2011-2012, sempre sotto la conduzione di Mino Taveri, il programma è stato rivoluzionato: tolto il pubblico in studio, tolti i comici, ospiti rimangono Maurizio Mosca (deceduto nel 2010), Arrigo Sacchi e Paolo Di Canio e come nuova presenza femminile Susanna Petrone.
Il programma non viene confermato per la stagione 2012-2013 chiudendo quindi dopo 23 anni e venendo sostituito da Sport Mediaset XXL, condotto sempre da Mino Taveri.

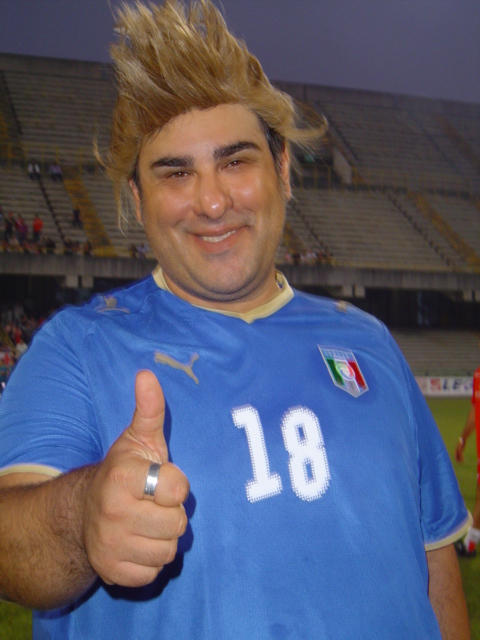
Lallo Circosta nelle vesti di Antonio Cassano

## Edizione del sabato: gli anticipi
Brandi prima e Taveri poi commentano ogni sabato sera gli anticipi di Serie A con approfondimenti in studio e interviste. La moviola è curata da Maurizio Pistocchi. Non mancano le anticipazioni sulle partite più interessanti della domenica calcistica.
Dall'autunno 2008, per quanto riguarda il sabato sera, Guida al campionato è passato da Italia 1 a Rete 4 alle 23:15 circa condotto come sempre da Mino Taveri e con la partecipazione di Susanna Petrone.
Dall'autunno 2009 è condotto da Paolo Bargiggia con Graziano Cesari.

## Guida al campionato - Direttissima
Nella stagione 2006-07, dopo l'edizione domenicale di Guida al campionato andava in onda la novità Guida al campionato - Direttissima, che dalle 14:30 alle 17:00 seguiva in diretta la giornata di campionato con collegamenti a rotazione ai vari campi, condotto da Mino Taveri e Laura Ghislandi con la partecipazione di Giacomo Valenti che commenta atteggiamenti curiosi di personaggi sugli spalti ed in campo con il supporto tecnico di Simona Di Santo. L'edizione, per bassi ascolti e per il conflitto d'interesse con Sky, non volle essere ripetuta nelle stagioni successive.